# Papirnea, Zolociv
Papirnea (în ucraineană Папірня) este un sat în comuna Sasiv din raionul Zolociv, regiunea Liov, Ucraina.

## Demografie
Componența lingvistică a localității Papirnea
     Ucraineană (96,15%)
     Rusă (3,85%)
Conform recensământului din 2001, majoritatea populației localității Papirnea era vorbitoare de ucraineană (96,15%), existând în minoritate și vorbitori de rusă (3,85%).